# Dotsie Bausch
Pour les articles homonymes, voir Bausch.
Dotsie Bausch, née Cowden le 6 mars 1973 à Louisville, est une coureuse cycliste américaine.

## Biographie
Dotsie Bauch pratique le mannequinat dans sa jeunesse. En 1995, elle commence à souffrir ensuite d'anorexie. Elle ne se soigne qu'en 1998 et commence alors le cyclisme. Elle a caché cet événement de sa vie jusqu'en 2003.
Membre de l'équipe nationale américaine à partir de 2002, Dotsie Bausch devient cycliste professionnelle en 2003.
Le 21 octobre 2007, à Los Angeles, elle bat avec Sarah Hammer et Jennie Reed le record du monde de poursuite par équipes, en 3 min 34 s 783. Ce record est ensuite battu à trois reprises par d'autres coureuses entre 2008 et 2010,.
Le 12 mai 2010, elle remporte la médaille d'or de la poursuite par équipes aux championnats panaméricains, à Aguascalientes au Mexique, avec Sarah Hammer et Lauren Tamayo. Elles battent à cette occasion le record du monde de cette discipline 3 min 19 s 569.
En mars 2011, Dotsie Bausch, Sarah Hammer et Jennie Reed obtiennent la médaille d'argent en poursuite par équipes lors des championnats du monde sur piste à Apeldoorn aux Pays-Bas.
Elle est sélectionnée au sein de l'équipe américaine de poursuite par équipes féminine pour les Jeux olympiques d'été de 2012, où elle remporte la médaille d'argent. Elle arrête sa carrière à l'issue de la compétition.

## Palmarès sur piste

### Jeux olympiques
- Londres 2012
  -  Médaillée d'argent de la poursuite par équipes (avec Sarah Hammer, Lauren Tamayo et Jennie Reed)

### Championnats du monde
- Copenhague 2010
  - 4e de la poursuite par équipes
- Apeldoorn 2011
  -  Médaillée d'argent de la poursuite par équipes (avec Sarah Hammer et Jennie Reed)
- Melbourne 2012
  - 5e de la poursuite par équipes

### Coupe du monde
- 2009-2010
  - 2e de la poursuite par équipes à Cali

- 2010-2011
  - 2e de la poursuite par équipes à Cali
  - 3e de la poursuite par équipes à Manchester

### Championnats panaméricains
- Aguascalientes 2010
  -  Médaillée d'or de la poursuite par équipes (avec Sarah Hammer et Lauren Tamayo)

### Championnats nationaux
- Championne des États-Unis de poursuite individuelle en 2007
- Championne des États-Unis de poursuite par équipe en 2007 et 2011 (avec Sarah Hammer et Jennie Reed) et en 2010 (avec Kimberly Geist et Sarah Hammer)

## Palmarès sur route
- 2003
  - Bonsall-San Luis Rey Classic
- 2005
  - Tour of Murietta
  - 3e de la Vuelta de Bisbee
  - 3e de la Fitchburg Longsjo Classic
- 2006
  - 2e étape de la McLane Pacific Classic
  - 3e étape du Tour of the Gila
  - 3e et 4e étapes de la Mount Hood Classic
  - 3e de la Joe Martin Stage Race
- 2007
  - 1re étape du Geelong Tour
  - 3e étape du Tour of the Gila
  - 2e de la Central Valley Classic
  - 3e du Tour of the Gila
  - 3e du contre-la-montre des championnats panaméricains de cyclisme